# The Solids
The Solids là nhóm nhạc theo thể loại power pop đến từ Middletown, Connecticut. Nhóm nhạc có các thành viên gồm Carter Bays, Craig Thomas, Patrick Butler và C.C. DePhil. Họ sáng tác, thu âm và trình diễn từ năm 1996. The Solids được biết đến rộng rãi từ ca khúc "The Future Is Now", ca khúc nhạc nền cho bộ phim truyền hình Oliver Beene. Một đoạn 12 giây ca khúc "Hey, Beautiful" nhạc nền cho một bộ phim khác của đài CBS mang tên How I Met Your Mother, cũng là bộ phim mà các thành viên chính của ban nhạc đã sáng lập.
Ban nhạc được hình thành vào mùa hè năm 1996 bởi Bays và Thomas. Sau đó, Patrick Butler và Nick Coleman gia nhập nhóm và tham gia trình diễn lần đầu vào ngày 18 tháng 9 năm 1996, tại Connecticut, trong một trại ca hát tại trường Đại học Wesleyan, nơi mà họ theo học.
Sau thành công của bộ phim Oliver Beene, trang web chính thức của The Solids trở nên quen thuộc trong cộng đồng nhạc alternative. Cùng với bài "The Future Is Now", nhiều tập tin dưới dạng Mp3 khác được phát hành miễn phí, bao gồm những bản thu thử và những phần trình diễn trực tiếp.
Ca khúc của họ mang tên "Clowns Like Candy" được chọn phát trong một tập phim Ed. Nó cũng nằm ở vị trí thứ 10 trong "Danh sách ca khúc Alternative Tải Về" trong ấn bản thứ 825 của tờ Rolling Stone.
Nhóm nhạc cho ra mắt album cùng tên vào ngày 24 tháng 1 năm 2008. Họ đã chuyển đến và trình diễn tại Los Angeles.